# أبو حامد بن مرزوق
محمد العربي بن التَّباني هو العلامة النحرير، شيخ علماء الحرم المكي الشريف في عصره، والمدرس بالمسجد الحرام ومدرسة الفلاح بمكة، الفقيه المحقق والناقد المؤرخ.

## ولادته
ولد في قرية رأس الوادي التابعة آنذاك إلى دائرة سطيف ولاية قسنطينة الجزائرية ، سنة 1315هـ (حوالي 1897-1898 م).

## نسبه
هو العلامة محمد العربي بن التَّباني، بن الحسين، بن عبد الرحمن، بن يحيى، بن مخلوف، بن أبي القاسم، بن علي، بن عبد الواحد. ويتصل نسبه إلى عبد السلام بن مشيش الذي يصل إلى إدريس بن عبد الله الكامل بن الحسن المثنى بن الحسن السبط بن علي بن أبي طالب .

## الدراسة والشيوخ
تلقى تعليمه الأوّلي في كتّاب قريته (رأس الوادي) حيث حفظ القرآن الكريم وعمره اثنا عشر عاماً، وحفظ معه بعض المتون كالأجرومية والعشماوية والجزرية. وقد تلقى هذه العلوم وهو في كفالة والده. ثم تلقي مبادئ العقائد والنحو والفقه على عدة مشايخ من أجلهم الشيخ عبد الله بن القاضي اليعلاوي.
وبعد ذلك رحل إلى تونس ومكث بها أشهراً تلقى أثناءها دروسا في جامع الزيتونة المشهور في الفقه والنحو والصرف ودروسا في التجويد أداء وقراءة في نظم الجزرية مع حفظه لبعض المتون الأخرى غير التي حفظها في الجزائر. ثم رحل إلى المدينة المنورة قبيل الحرب العالمية فأدرك فيها مشايخ أجلة لازم دروسهم، ومنهم الحافظ العلامة أحمد بن محمد خيرات الشنقيطي التندغي، وقرأ عليه مختصر خليل، والرسالة البيانية وسيرة ابن هشام والمعلقات السبع وديوان النابغة وسنن أبي داود.
ولازم أيضاً دروس العلامة حمدان الونيسي القسنطيني (ت 1338 هـ /1920م) فقرأ عليه تفسير الجلالين وألفية ابن مالك بشرح ابن عقيل.
من مشايخه أيضاً: الشيخ عبد العزيز التونسي (ت 1336 / م) حيث قرأ عليه قسماً من موطأ الإمام مالك بشرح الزرقاني، وقطعة من ألفية ابن مالك بشرح الأشموني. كما قرأ على قاضي قرية شنقيط المعلقات السبع ونظم أنساب العرب للحافظ البدوي الشنقيطي.
لينتقل بعد ذلك إلى المدينة المنورة حيث لازم فيها كبار العلماء وعلى رأسهم علماء مذهب إمام أهل المدينة الإمام مالك، ومنهم:
- العلامة أحمد بن محمد خيرات الشنقيطي التندغي (ت )

قرأ عليه شرح الشيخ الدردير على مختصر خليل بن اسحاق، والرسالة البيانية، وسيرة ابن هشام والمعلقات السبع وديوان النابغة وسنن أبي داود.
- محمد محمود الشنقيطي

ثم رحل إلى دمشق حيث اغتنم إقامته بها لزيارة المكتبة الظاهرية ولا نعرف إن كان درس بها على علمائها. بعد ذلك قصد أم القرى مكة المكرمة التي دخلها في شهر رجب عام 1336 هـ. وفيها أخذ عن:
- عبد الرحمن الدهام (ت 1337 / م) قرأ عليه شرح شيخ الإسلام زكريا الأنصاري.
- الشيخ مشتاق أحمد الهندي (ت )

كما كان مشهورا بحب المطالعة، إذ تمكن من ختم قراءة الكثير من الكتب.

## التدريس
عين مدرسا بمدرسة الفلاح بمكة المكرمة سنة 1338 / م. وبالموازاة مع وظيفته الرسمية كان يدرس بالحرم المكي الشريف بباب الزيادة ثم بحصوة باب العمرة "بين بابي الباسطية والزيادة"، بين المغرب والعشاء، خمس ليال في الأسبوع بداية. ثم اختصر دروسه على ليلتي الجمعة والسبت في الحرم المكي حيث كان يدرس الجامع الصغير للحافظ السيوطي والسيرة. كما كان يدرس في منزله لكبار الطلبة يومياً.
كان يدرس الحديث والتفسير والأصول والبلاغة والتاريخ الإسلامي. معتمدا على العديد من أمهات الكتب والأصول، كموطإ الإمام مالك، والصحيحين والجامع الصغير للسيوطي في الحديث، وتفاسير البيضاوي والنسفي وابن كثير في تفسير القرآن العظيم، وجمع الجوامع وسيرة ابن هشام وعقود الجمان، الخ.
وللشيخ العربي التباني رأي في التأليف حيث جاء في حاشية كتابه ( محادثة أهل الأدب بأخبار وأنساب جاهلية العرب )، قال: لا أميل إلى التأليف عملا بنظرية القائل ما ترك الأول للآخر شيئا..ً
ثم قال: أستغفر الله من أن أقول هذا هضماً لحقوق العلماء الشارحين فإنهم عندي بالمكان الأعلى من التوقير والاحترام وما من شرح وحاشية إلا وفيه فوائد، ولكن أقول هذه الكثرة لم تنتج شيئاً يقارب علم الأقدمين فضلاً عن مساواته.

## تلاميذه
تخرج على يديه تلاميذ كثيرون أصبحوا بعده قناديل تضيء ساحات الحرم المكي، منهم:
- علوي بن عباس المالكي
- محمد نور سيف بن هلال
- محمد أمين كتبي
- محمد علوي المالكي
- حسن مشاط

## مؤلفاته

كتاب (براءة الأشعريين من عقائد المخالفين) للشيخ العربي التباني.

### الكتب المطبوعة
1. براءة الأشعريين من عقائد المخالفين
2. إتحاف ذوي النجابة بما في القرآن الكريم والسنة النبوية من فضائل الصحابة
3. تحذير العبقري من محاضرات الخضري
4. اعتقاد أهل الإيمان بنزول المسيح بن مريم عليه وعلى نبينا السلام آخر الزمان
5. خلاصة الكلام فيما هو المراد بالمسجد الحرام
6. إسعاف المسلمين والمسلمات بجواز القراءة ووصول ثوابها إلى الأموات
7. تنبيه الباحث السري إلى ما في رسائل وتعاليق الكوثري
8. محادثة أهل الأدب بأخبار وأنساب جاهلية العرب

### الكتب المخطوطة
1. حلبة الميدان ونزهة الفتيان في تراجم الفتاك والجشعان
2. براءة الأبرار ونصيحة الأخبار من خطل الأغمار
3. مختصر تاريخ دولة بني عثمان
4. إدراك الغاية من تعقب ابن كثير في البداية

## وفاته
توفي في صفر 1390 هـ/أبريل 1970م بمكة المكرمة، وصلي عليه بالمسجد الحرام ودفن بمقابر المعلاة.

## وصلات خارجية
- العلامة محمد العربي بن التباني السطايفي الجزائري